# EU-forvaltninger
EU har en række forvaltninger, der er en samlebetegnelse for de enkelte organers tjenestemænd og deres funktion. Disse tjenestemænd arbejder hovedsageligt med de tekniske detaljer af det enkelte organs politiske virke.